# Eurovision Song Contest 1974
Il diciannovesimo Gran Premio Eurovisione della Canzone si tenne a Brighton (Regno Unito) il 6 aprile 1974.

## Storia
Dopo aver vinto l’edizione precedente per la seconda volta di fila, la RTL – l’emittente nazionale lussemburghese – rifiutò di organizzare l’edizione 1974. Per la seconda volta in tre anni, fu ancora la BBC a prendere le redini del concorso: la location stavolta fu il The Dome di Brighton, città portuale affacciata sulla Manica. L’edizione vide il debutto della Grecia, mentre la Francia si dovette ritirare alcuni giorni prima a causa della morte del presidente Georges Pompidou: il Paese transalpino avrebbe dovuto schierare La vie a vingt-cinq ans, interpretata da Dany. Ciò portò il numero di partecipanti a 17.  
Le regole sulle giurie furono cambiate per portare il numero dei giurati di nuovo a 10 per ogni paese. Per le giurie nazionali fu introdotta una regola che dichiarava che era preferibile fossero formato da un numero uguale di uomini e di donne, fra i quali cinque membri oltre 25 anni e cinque al di sotto; l'età doveva essere compresa fra un minimo di 16 anni ed un massimo di 60, con 10 anni di scarto fra le due gamme di età. Ogni brano poteva ricevere punti da un minimo di 1 a un massimo di 5.
La Svezia vinse il suo primo titolo di sempre con Waterloo degli ABBA, in seguito affermatosi come il più popolare brano uscito dalla rassegna. Completarono il podio l'italiana Gigliola Cinquetti con Sì e gli olandesi Mouth & MacNeal con I see a star. L'australiana Olivia Newton-John, in rappresentanza del Regno Unito, si piazzò quarta con Long live love.
In Italia, l’Eurovision fu trasmesso in differita un mese più tardi per via del contenuto della canzone di Gigliola Cinquetti, che si temeva potesse esercitare influenza subliminale sugli elettori in prossimità del referendum abrogativo sul divorzio in programma il 12 maggio successivo. Parte del pubblico italiano seguì il festival sulle televisioni svizzera e di Tele Capodistria.

## Stati partecipanti

Stati partecipanti
Paesi che hanno partecipato in passato ma non nel 1974

Stati partecipanti
     Paesi che hanno partecipato in passato ma non nel 1974
| Stato                       | Artista            | Brano                                | Lingua       | Processo di selezione                                                             |
| --------------------------- | ------------------ | ------------------------------------ | ------------ | --------------------------------------------------------------------------------- |
| Belgio                      | Jacques Hustin     | Fleur de liberté                     | Francese     | Interno per l'artista; Eurosong 1974 per il brano, 14 gennaio 1974                |
| Finlandia                   | Carita             | Keep Me Warm                         | Inglese      | Euroviisukarsinta 1974, 16 febbraio 1974                                          |
| Germania                    | Cindy & Bert       | Die Sommermelodie                    | Tedesco      | Interno                                                                           |
| Grecia                      | Marinella          | Krasi, thalassa kai t' agori mou     | Greca        | Interno                                                                           |
| Irlanda                     | Tina Reynolds      | Cross Your Heart                     | Inglese      | Interno per l'artista; National Song Contest 1974 per il brano, 10 febbraio 1974  |
| Israele                     | Poogy              | Natati la khayay                     | Ebraico      | Interno                                                                           |
| Italia                      | Gigliola Cinquetti | Sì                                   | Italiano     | Canzonissima 1973 per l'artista, 6 gennaio 1974; Scelta interna per il brano      |
| Jugoslavia                  | Korni Grupa        | Moja generacija                      | Serbo-Croato | Opatija Festival 1974                                                             |
| Lussemburgo                 | Ireen Sheer        | Bye Bye I Love You                   | Francese     | Interno                                                                           |
| Norvegia                    | Anne-Karine Strøm  | The First Day of Love                | Inglese      | Melodi Grand Prix 1974, 16 febbraio 1974                                          |
| Paesi Bassi                 | Mouth & MacNeal    | I See a Star                         | Inglese      | Interno per l'artista; Nationaal Songfestival 1974 per il brano, 24 febbraio 1974 |
| Portogallo                  | Paulo de Carvalho  | E depois do adeus                    | Portoghese   | Festival da Canção 1974, 7 marzo 1974                                             |
| Principato di Monaco        | Romuald            | Celui qui reste et celui qui s'en va | Francese     | Interno                                                                           |
| Regno Unito (organizzatore) | Olivia Newton-John | Long Live Love                       | Inglese      | Interno per l'artista; A Song For Europe 1974 per il brano, 23 febbraio 1974      |
| Spagna                      | Peret              | Canta y sé feliz                     | Spagnolo     | Interno                                                                           |
| Svezia                      | ABBA               | Waterloo                             | Inglese      | Melodifestivalen 1974, 9 febbraio 1974                                            |
| Svizzera                    | Piera Martell      | Mein Ruf nach dir                    | Tedesco      | Concours Eurovision 1974, 24 febbraio 1974                                        |

## Struttura di voto
Dieci membri della giuria di ogni nazione distribuisce dieci punti tra le loro canzoni preferite.

## Orchestra
Diretta dai maestri: Charles Blackwell (Lussemburgo), José Calvário (Portogallo), Pierre Chiffre (Belgio), Raymond Donnez (Monaco), Pepe Ederer (Svizzera), Rafael Ibarbia (Spagna), Nick Ingman (Regno Unito), Yorgos Katsaros (Grecia), Gianfranco Monaldi (Italia), Colman Pearce (Irlanda), Yonathan Rechter (Israele), Ossi Runne (Finlandia), Werner Scharfenberger (Germania), Zvonimir Skerl (Jugoslavia), Frode Thingnaes (Norvegia), Harry van Hoof (Paesi Bassi) e Sven-Olof Walldoff (Svezia).

## Classifica
| N° | Stato                | Cantante           | Canzone                              | Punti | Posizione |
| -- | -------------------- | ------------------ | ------------------------------------ | ----- | --------- |
| 01 | Finlandia            | Carita             | Keep Me Warm                         | 4     | 13        |
| 02 | Regno Unito          | Olivia Newton-John | Long Live Love                       | 14    | 4         |
| 03 | Spagna               | Peret              | Canta y sé feliz                     | 10    | 9         |
| 04 | Norvegia             | Anne Karine Strøm  | The First Day Of Love                | 3     | 14        |
| 05 | Grecia               | Marinella          | Krasi, thalasa ke t'agori mu         | 7     | 11        |
| 06 | Israele              | Poogy              | Natati la khayay                     | 11    | 7         |
| 07 | Jugoslavia           | Korni Grupa        | Moja generacija                      | 6     | 12        |
| 08 | Svezia               | ABBA               | Waterloo                             | 24    | 1         |
| 09 | Lussemburgo          | Ireen Sheer        | Bye Bye, I Love You                  | 14    | 4         |
| 10 | Principato di Monaco | Romuald            | Celui qui reste et celui qui s'en va | 14    | 4         |
| 11 | Belgio               | Jacques Hustin     | Fleur de liberté                     | 10    | 9         |
| 12 | Paesi Bassi          | Mouth & MacNeal    | I See A Star                         | 15    | 3         |
| 13 | Irlanda              | Tina Reynolds      | Cross Your Heart                     | 11    | 7         |
| 14 | Germania Ovest       | Cindy & Bert       | Die Sommermelodie                    | 3     | 14        |
| 15 | Svizzera             | Piera Martell      | Mein Ruf nach dir'                   | 3     | 14        |
| 16 | Portogallo           | Paulo de Carvalho  | E depois do adeus                    | 3     | 14        |
| 17 | Italia               | Gigliola Cinquetti | Sì                                   | 18    | 2         |